# Bürgersolaranlage
Als Bürgersolaranlage bezeichnet man in der Regel eine von Privatpersonen gemeinschaftlich betriebene Photovoltaikanlage, seltener auch eine Solarthermie-Anlage. Es handelt sich dabei um eine Beteiligungsgemeinschaft, in der die einzelnen Personen Beiträge investieren, um eine gemeinsame Solaranlage bauen und betreiben zu können.

## Motivation
Die Motivation der Betreiber von Bürgersolaranlagen liegt typischerweise in dem Wunsch erneuerbare Energien zu fördern, und in Deutschland häufig auch in dem Ziel, eine auf 20 Jahre gut gesicherte Kapitalanlage zu tätigen. Diese Sicherheit wird in Deutschland durch die durch das Erneuerbare-Energien-Gesetz (EEG) staatlich gesicherte Einspeisevergütung gewährleistet. Zusätzliche Sicherheiten können durch Herstellergarantien und sogenannte Allgefahrenversicherungen erreicht werden. Die Dachflächen, die durch die Bürgersolaranlagen genutzt werden, stehen oft im Besitz der Gebietskörperschaften, insbesondere Kommunen, oder auch von Industrieunternehmen, die durch die Bereitstellung entsprechender Flächen an der Energiewende mitwirken wollen und eine Pacht erhalten.

## Organisation
Bürgersolaranlagen werden häufig in der Rechtsform einer Gesellschaft bürgerlichen Rechts, seltener einer KG oder einer Genossenschaft (siehe Bürgerenergiegenossenschaft) betrieben. Dabei ist oft ein (manchmal gemeinnütziger) Verein oder eine Bürgerinitiative der Initiator, der die Beteiligungen organisiert und zusätzlich absichert. In einigen Fällen haben Bürgersolar-Vereine auch eine GmbH oder AG als Betreibergesellschaft gegründet, wie zum Beispiel der Green City e. V. in München oder der Bürgerkraftwerke e. V. im Saarland.
Die Gesellschafter beteiligen sich üblicherweise zu Beginn mit einer Geldeinlage. Die Gewinnbeteiligung erfolgt aufgrund der Erlöse, die durch den Verkauf des erzeugten Stroms erwirtschaftet werden. Dies ist durch die staatlich festgelegte Einspeisevergütung aufgrund des EEG gut kalkulierbar. Oft kann die Investition durch subventionierte Kredite der KfW und anderer Banken finanziert werden. Es ergibt sich für die Gesellschafter ein Überschuss, der nach Abzug der Verwaltungsaufwendungen anteilig ausgeschüttet wird.